# تانيا ميجر
تانيا ميجر (بالإنجليزية: Tania Major)‏ هي عالمة جريمة أسترالية، ولدت في 13 يونيو 1981 في كيرنز في أستراليا.